# Stefania Tuchołkowa
Stefania Tuchołkowa z domu Zaleska (ur. 1874 w Bożejewiczkach, zm. 1924 w Bydgoszczy) – polska publicystka, literatka, działaczka narodowa.

## Życiorys
Urodziła się 25 kwietnia 1874 r. w Bożejewiczkach w powiecie żnińskim. Była córką Romualda Zaleskiego, ziemianina i Rozalii z Sulerzyńskich. Kształciła się najpierw w domu rodzinnym, a następnie na pensji pani Danysz w Poznaniu. W 1891 r. wyszła za mąż za ziemianina Artura Tuchołkę. Po utracie majątku Tuchołkowie przenieśli się ok. 1900 r. do Bydgoszczy. 
Odtąd cały swój wolny czas poświęcała pracy literackiej, oświatowej, akcji czytelniczej wśród polskich bydgoszczan i działalności charytatywnej. Była długoletnia przewodniczącą Czytelni dla Kobiet oraz Koła Kobiet Polskich w Bydgoszczy. Od 1912 r. współpracowała z „Dziennikiem Bydgoskim”, publikując na jego szpaltach swoje utwory. W latach I wojny światowej pomagała Wincentynie Teskowej w redagowaniu i wydawaniu tej gazety, a w 1919 r. przejściowo pełniła funkcje redaktora naczelnego „Dziennika Bydgoskiego”.
Działała na rzecz powrotu Bydgoszczy do Polski. Po wybuchu powstania wielkopolskiego, narażając życie, uczestniczyła w przerzucaniu młodych polskich ochotników do oddziałów powstańczych oraz organizowała opiekę lekarską dla powstańców wziętych do niewoli.
Prowadziła również działalność polityczną. Od 1920 r. przewodziła chrześcijańsko-demokratycznemu Kołu Kobiet. Z ramienia tej partii w 1921 r. została wybrana do bydgoskiej Rady Miejskiej. Został również matką chrzestną sztandaru 62 Pułku Piechoty Wielkopolskiej stacjonującego w Bydgoszczy.
Z zamiłowaniem oddawała się literaturze. Była autorką popularnych powieści obyczajowych i historycznych (Demon gry, Goraj, Dziewica Orleańska) i dramatów (Gdy zabrzmią trąby Chrobrego, Ludwik Narbutt). Tłumaczyła również powieści z języka francuskiego na polski (Bez rodziny Hektora Malota, nagrodzona przez Akademię Francuską). Jej twórczość publicystyczna (artykuły, opowiadania, felietony, liryki) były nasycone wartościami narodowymi, patriotycznymi i katolickimi. Drukowały je: „Dziennik Bydgoski” i „Przewodnik Katolicki”. W 1922 r. reprezentowała bydgoskie środowisko literackie na zjeździe Związku Zawodowego Literatów Polskich w Poznaniu.
Zmarła 4 marca 1924 w Bydgoszczy. Została pochowana na cmentarzu Nowofarnym.

## Życie prywatne
10 listopada 1891 wyszła za mąż za Artura Tuchołkę.

## Upamiętnienie
Od 1990 r. jej imię nosi ulica na osiedlu Niepodległości w Bydgoszczy-Fordonie.